# Lista de prefeitos de Pato Branco
Esta é a lista de prefeitos e vice-prefeitos do município de Pato Branco, estado brasileiro do Paraná.
| Nº | Nome                    | Partido | Vice-Prefeito                          | Início do mandato       | Fim do mandato         | Observações                                                                   |
| 1  | Plácido Machado         | PTB     | —                                      | 1º de janeiro de 1952   | 31 de dezembro de 1955 | Primeiro prefeito eleito em sufrágio universal                                |
| 2  | João Viganó             | PTB     | —                                      | 31 de dezembro de 1955  | 14 de dezembro de 1956 | Prefeito eleito em sufrágio universal                                         |
| 3  | Harry Valdir Graeff     | PSD     | —                                      | 14 de dezembro de 1956  | 14 de dezembro de 1960 | Prefeito eleito em sufrágio universal                                         |
| 4  | Ivo Thomazoni           | UDN     | Victor Silvio Biazus (PSD)             | 14 de dezembro de 1960  | 14 de dezembro de 1964 | Prefeito e vice eleitos em sufrágio universal                                 |
| 5  | Astério Rigon           | ARENA   | Guido Alfredo Triches (ARENA)          | 14 de dezembro de 1964  | 31 de janeiro de 1969  | Prefeito e vice eleitos em sufrágio universal                                 |
| 6  | Alberto Stéfano Cattani | ARENA   | João Juglair Júnior (ARENA)            | 31 de janeiro de 1969   | 31 de janeiro de 1973  | Prefeito e vice eleitos em sufrágio universal                                 |
| 7  | Milton Popija           | ARENA   | Ivo Thomazoni (ARENA)                  | 31 de janeiro de 1973   | 31 de janeiro de 1977  | Prefeito e vice eleitos em sufrágio universal                                 |
| 8  | Roberto Zamberlan       | ARENA   | Luiz Carlos Borges da Silveira (ARENA) | 1º de fevereiro de 1977 | 31 de janeiro de 1983  | Prefeito e vice eleitos em sufrágio universal                                 |
| 9  | Astério Rigon           | PDS     | José Rogério de Carvalho (PMDB)        | 1º de fevereiro de 1983 | 31 de dezembro de 1988 | Prefeito e vice eleitos em sufrágio universal                                 |
| 10 | Clóvis Santo Padoan     | PL      | Flávio Ângelo Ceni (PTB)               | 1º de janeiro de 1989   | 31 de dezembro de 1992 | Prefeito e vice eleitos em sufrágio universal                                 |
| 11 | Delvino Longhi          | PL      | Roberto Zamberlan (PDS)                | 1º de janeiro de 1993   | 31 de dezembro de 1996 | Prefeito e vice eleitos em sufrágio universal                                 |
| 12 | Alceni Ângelo Guerra    | PFL     | Astério Rigon (PMDB)                   | 1º de janeiro de 1997   | 27 de julho de 2000    | Prefeito e vice eleitos em sufrágio universal cujo titular renunciou ao cargo |
| 13 | Astério Rigon           | PMDB    | —                                      | 27 de julho de 2000     | 31 de dezembro de 2000 | Vice-prefeito eleito no cargo de Prefeito                                     |
| 14 | Clóvis Santo Padoan     | PPB     | Oradi Francisco Caldatto (PSDB)        | 1º de janeiro de 2001   | 31 de dezembro de 2004 | Prefeito e vice eleitos em sufrágio universal                                 |
| 15 | Roberto Salvador Viganó | PDT     | Astério Rigon (PTB)                    | 1º de janeiro de 2005   | 31 de dezembro de 2008 | Prefeito e vice eleitos em sufrágio universal                                 |
| 15 | Roberto Salvador Viganó | PDT     | Daniel Cattani (PSDB)                  | 1º de janeiro de 2009   | 31 de dezembro de 2012 | Prefeito reeleito e vice eleito em sufrágio universal                         |
| 16 | Augustinho Zucchi       | PDT     | Ivo Polo (PSDB)                        | 1º de janeiro de 2013   | 31 de dezembro de 2016 | Prefeito e vice eleitos em sufrágio universal                                 |
| 16 | Augustinho Zucchi       | PDT     | Robson Cantu (PSD)                     | 1º de janeiro de 2017   | 31 de dezembro de 2020 | Prefeito reeleito e vice eleito em sufrágio universal                         |
| 17 | Robson Cantu            | PSD     | Angela Padoan (PRTB)                   | 1° de janeiro de 2021   | 31 de dezembro de 2024 | Prefeito e vice eleitos em sufrágio universal                                 |
| 18 | Géri Dutra              | PL      | Neuza Viganó (PDT)                     | 1° de janeiro de 2025   | Atualidade             | Prefeito e vice eleitos em sufrágio universal                                 |